# Nathalie Etoké
Nathalie Etoké, née le 20 juin 1977 à Paris, est une écrivaine américaine d'origine camerounaise, professeure de littérature aux États-Unis.

## Biographie
Née en juin 1977 à Paris, Nathalie Etoké est l’aînée d'une famille de quatre enfants. Son père est notaire et sa mère juriste d'entreprise à Douala. De 1978 à 1995, elle vit au Cameroun puis elle retourne en France pour y faire ses études en 1995. Elle étudie durant cinq ans à Lille et y obtient un master en lettres modernes. Un amour sans papiers est un roman publié alors qu'elle est en France. Il relate les amours d'une étudiante camerounaise et d'un sans-papier. En 2001, elle part aux États-Unis poursuivre ses études à l’université Northwestern d'Evanston (banlieue de Chicago), dans l’Illinois. Elle y obtient son doctorat en français en juin 2006. De 2006 à 2009, elle est Visiting Assistant Professor of Francophone Studies à l'université de Brown. Nathalie Etoke occupe actuellement le rang de Professeur des universités à l'école doctorale de l'université de la ville de New York (Graduate Center, CUNY). 
En 2010, elle publie  Melancholia Africana : l'indispensable dépassement de la condition noire . Le livre reçoit en 2012 le prix Frantz Fanon de l'association caribéenne de Philosophie.
Nathalie Etoké travaille sur le cinéma, le théâtre et la philosophie africains et sur la communauté LGBT dans le contexte de la diaspora africaine. Elle s'intéresse à la condition de la jeunesse et aux aspects culturels et politiques de l'immigration. En 2012, Nathalie Etoke a réalité un documentaire intitulé Afro Diasporic French Identities.

## Principales publications
- 1999 : Un amour sans papiers, Éditions Cultures Croisées, Paris,  (ISBN 2-913059-03-1) (roman)
- 2008 : Je vois du soleil dans tes yeux, Presses de l’Université Catholique d’Afrique Centrale (PUCAC), Yaoundé, Cameroun,  (ISBN 2-84849-032-2) (roman)[4]
- 2010 : L’écriture du corps féminin dans la littérature de l'Afrique francophone au sud du Sahara, L'Harmattan, Paris 2010,  (ISBN 978-2-296-12443-1)[5]
- 2010, Melancholia Africana, l’indispensable dépassement de la condition noire. Éditions du Cygne, Paris 2010,  (ISBN 978-2849241981) (avec une préface de Léonora Miano)
- 2012, Afro Diasporic French Identities, documentaire: https://www.youtube.com/watch?v=bQcGNjGywSI&t=2s
- 2019, Melancholia Africana: The Indispensable Overcoming of the Black Condition
- 2021, Shade of Black, Seagull Books London
- 2022 : Black Existential Freedom, Rowman & Littlefield Publishers, Lanham, 2022,  (ISBN 1538173069)
- 2023: Nuances de Noir, Quilombola, Lomé.

## Prix et récompenses
- 2012: Prix Frantz Fanon du meilleur livre de la pensée caribéenne.